# Де Гааз, Джек
Якоб Бернард (Джек) де Гааз (нидерл. Jacob Bernard "Jack" de Haas; 1 ноября 1875, Лондон, Англия — 21 декабря 1940, Схевенинген, Нидерланды) — нидерландский шашист (стоклеточные шашки). Участник и призёр чемпионатов мира по шашкам. Пятикратный чемпион Нидерландов (1902, 1908, 1911, 1916 и 1919 гг.).

## Биография
Родился 1 ноября 1875 года в Лондоне, в семье Бернарда де Гааза и его жены Регины Харблек. В возрасте двух лет родители перевезли его в Манчестер, а спустя ещё два года, в 1879 году, переехали в Амстердам. Здесь Джек провел большую часть жизни: детские годы, юность, зрелые годы, работая алмазорезчиком. Был дважды женат. В 45 лет, в 1920 году, переехал в Брюссель. С 1931 до своей смерти он жил в Схевенингене.
В 1898 Де Гааз выиграл матч у Антония Зоммердейка (+4-1=0) и с этого времени получил признание, как сильнейший шашист Нидерландов. 
Член (с 26 ноября 1904 года) символического клуба победителей чемпионов мира Роба Клерка.
Сыграл два матча с чемпионом мира французом Исидором Вейсом. В 1904 году матч закончился вничью (+2-2=6), в  1907 году Де Гааз уступил со счётом +2-3=15. В 1909 году в парижском турнире занял третье место, вслед за Исидором Вейсом и Альфредом Молимаром, но в следующем 1910 году выиграл у Молимара матч со счётом +2-1=5, подтвердив тем самым  своё второе место в шашечной иерархии. В этом же году де Гааз победил в матче Мариуса Фабра (+4=2) и имел положительный счёт в партиях с сенегальцем Вольдуби (+2=1).
В матче 1912 года за звание чемпиона Европы уступил Альфреду Молимару 19-21 (+2-3=15). Де Гааз так и не смог стать первым нидерландским чемпионом мира: в чемпионате мира в августе — сентябре 1912 он опередил всех французских конкурентов, но занял второе место, вслед за земляком  Германом Гогландом. В 1921 году де Гааз выиграл ещё один матч у Фабра со счётом +2-1=4 и матч у Арнольда Дамме со счётом +3-2=5. В 1922 де Гааз году занимает в турнире в Амстердаме второе место позади Германа де Йонга, а в 1923 году побеждает в ещё одном матче с Арнольдом Дамме (+4-1=5). В дальнейшем отходит от участия в соревнованиях. Редактировал шашечный раздел в газете "De Telegraaf".
Де Гааз - пятикратный чемпион Нидерландов по шашкам 1902 (с 23 очками из 26 возможных), 1908 (18 очков из 20 возможных), 1911 (с 17 очками из 20 возможных), 1916 (12 очков из 18 возможных) и 1919 (с 15 очками из 18 возможных) годов. Из них в четырёх чемпионатах Джек де Гааз опередил чемпиона мира 1912 года Германа Гогланда.